# Iglesia de Nuestra Señora del Carmen (Bogotá)
La iglesia Nacional Nuestra Señora del Carmen es un templo católico dedicado a la Virgen María bajo la advocación del Carmen. Se localiza en barrio La Candelaria, en el centro de Bogotá, cerca de los territorios de la Catedral Basílica Metropolitana de Bogotá y Primada de Colombia y la Parroquia Nuestra Señora de Belén. Fue diseñado por el arquitecto salesiano Giovanni Buscaglione, en estilo gótico florentino, con toques bizantino y árabe. El edificio consta de tres naves, planta en cruz latina, y se destaca su pintura interpolada marrón y crema, colores emblemáticos de los Carmelitanos. Junto con el Colegio Salesiano de León XIII fue declarado Monumento Nacional en 1993.

## Historia
A mediados del siglo XVII se construyó la pequeña iglesia del Carmen, que servía como templo para el Monasterio de San José de las Madres Carmelitas Descalzas en Bogotá, fundado por Elvira de Padilla en 1606.
En 1863, por disposición del presidente Tomás Cipriano de Mosquera el monasterio fue clausurado y las religiosas fueron expulsadas. Al salir estas, el monasterio fue invadido por el ejército y saqueado, donde se perdieron valiosos objetos y pinturas religiosas; al poco tiempo quedó como hospital militar. El 18 de diciembre de 1874 regresaron a Bogotá las monjas que aún permanecían en el país, estableciendo un nuevo convento en el sector de Chapinero.
Tiempo después, el presidente Rafael Núñez solicitó a San Juan Bosco y por medio del papa León XIII, que enviara un grupo de religiosos a Bogotá, con el fin de establecer escuelas de artes y oficios.
Es así como el 11 de febrero de 1890 llegan procedentes de Italia el primer grupo de salesianos de Don Bosco. Por lo cual, el gobierno recupera el antiguo monasterio, que se encontraba descuidado y algo abandonado, y se lo entrega a los salesianos para inicien en esos mismos predios su obra educativa y el 1 de septiembre de 1890 se abrió el Colegio Salesiano de León XIII de artes y oficios.
Los salesianos compraron a las monjas la Iglesia del Carmen y les regresaron cuadros, imágenes, altares y artesonados del techo. Lo poco que queda del convento carmelitano y de la Iglesia del Carmen es su espadaña sobre la carrera 5 y parte del murallón en el Camarín del Carmen, esquina carrera 5 y calle 9.
Por varios siglos, la antigua iglesia fue el centro de la devoción a la Virgen del Carmen en Bogotá. Al extenderse la devoción de esta advocación mariana por todo el país, debido principalmente a la divulgación y entusiasmo del canónigo Francisco Javier Baldúa, se vio la necesidad de construir un nuevo templo que sirviera de santuario para la veneración de la Virgen y fuera capaz de albergar a los devotos. Pues, en las fiestas marianas reunían en Bogotá un número tan crecido de devotos, que llenaban por completo las amplias naves de la Catedral Basílica Metropolitana y Primada.
En 1922 el padre José María Bertola, director del Colegio Salesiano de León XIII, consultó al arzobispo de Bogotá, monseñor Bernardo Herrera Restrepo, sobre el lugar donde debía ubicarse la sede de la devoción a la Virgen del Carmen. El prelado indicó que el nuevo templo debía construirse en el antiguo Carmen. Desde entonces los superiores salesianos no pensaron sino en desarrollar el proyecto.
El 24 de agosto de 1923, se firmó el contrato para canalizar el llamado río de San Agustín, en el tramo comprendido entre las carreras 5a. y 4a. con la calle 8a. Sobre el antiguo convento se construyeron las nuevas instalaciones del Colegio Salesiano de León XIII, cuya edificación se inició en 1924, dejando disponible un lote para la construcción del santuario.
El 22 de agosto de 1926 el arzobispo coadjutor Ismael Perdomo celebró una misa campal, en la que bendijo la primera piedra del templo, dando inicio a su construcción. Se generó mucha expectativa, especialmente al saber que el Congreso de la República había aprobado un proyecto de ley por medio del cual la nación colombiana se asociaba a la edificación del templo.
Los planos para el proyecto fueron pedidos originalmente al ingeniero salesiano Ernesto Vespignani, autor de varias edificaciones religiosas; el estilo que eligió para el templo fue el gótico, pero el diseño original fue totalmente replanteado por el arquitecto salesiano Giovanni Buscaglione, quien escogió el estilo gótico florentino, además le agregó al proyecto arte bizantino y árabe. Lo influyeron los conocimientos adquiridos en Italia, Constantinopla, Esmirna y Alejandría.
La construcción del templo duró 10 años, en los que estuvo al frente Buscaglione y sus dos colaboradores salesianos, Roberto Cárdenas y Constantino de Castro, con especial mención para el jefe de obras maestro Adolfo Pulido. La decoración y ornamentación estuvieron a cargo del escultor suizo Colombo Ramelli. Con bazares y festivales se fueron obteniendo parte de los fondos que requería el proyecto.

### Consagración del nuevo templo
Con creciente entusiasmo los feligreses iban siguiendo el avance de la obra a medida que se aproximaba su conclusión y con ella la consagración, la cual sucedió el 7 de mayo de 1938 y al día siguiente, se celebró la misa pontifical por monseñor Pedro María Rodríguez obispo de Ibagué, a partir de este momento, ya había santuario para veneración de la Virgen del Carmen.
Los disturbios del Bogotazo el 9 de abril de 1948 ocasionaron daños al templo especialmente en la fachada, además el paso del tiempo junto con la contaminación fueron generando un paulatino deterioro. Fueron notables los problemas de humedad, de pintura sobre la ornamentación original que borró la pintura mural y todos los detalles artísticos; el humo de las velas ennegrecieron los muros, lo que llevó a los salesianos a restaurar el templo.
El 1 de junio de 1987, en la casa provincial salesiana se reunieron el padre Carlos Julio Aponte, el arquitecto Ernesto Moure, el padre Julio Olarte Franco y el padre Mario Leonardo Peresson, quienes aprobaron la remodelación y restauración del Santuario del Carmen, proyecto otorgado a la firma "Moure-Vieco Ltda. Arquitectos".
El 10 de agosto del mismo año se firmó el contrato para recuperar la pintura decorativa del interior, reparar las columnas salomónicas de la torre, contrarrestar la plaga de insectos en la madera y limpieza de pintura interior y exterior, y remodelar el presbiterio. Con la firma del contrato se inició la restauración.
El trabajo de recuperación de la pintura mural y de los tres frescos de las entradas, estuvieron a cargo del restaurador mexicano Rodolfo Vallín Magaña; la construcción del altar y ampliación del presbiterio fue encomendada a "Canteras Unidas"; la fabricación de las columnas con sus mosaicos venecianos le fue encargada a Ernesto Romero y la pintura general se le encargó a Carlos Lara García. Las obras de restauración concluyeron el 16 de julio de 1994.
Durante el proceso de restauración el santuario junto con el Colegio Salesiano de León XIII, fueron declarados Monumento Nacional por medio del decreto 804 del 30 de abril de 1993.

## Galería

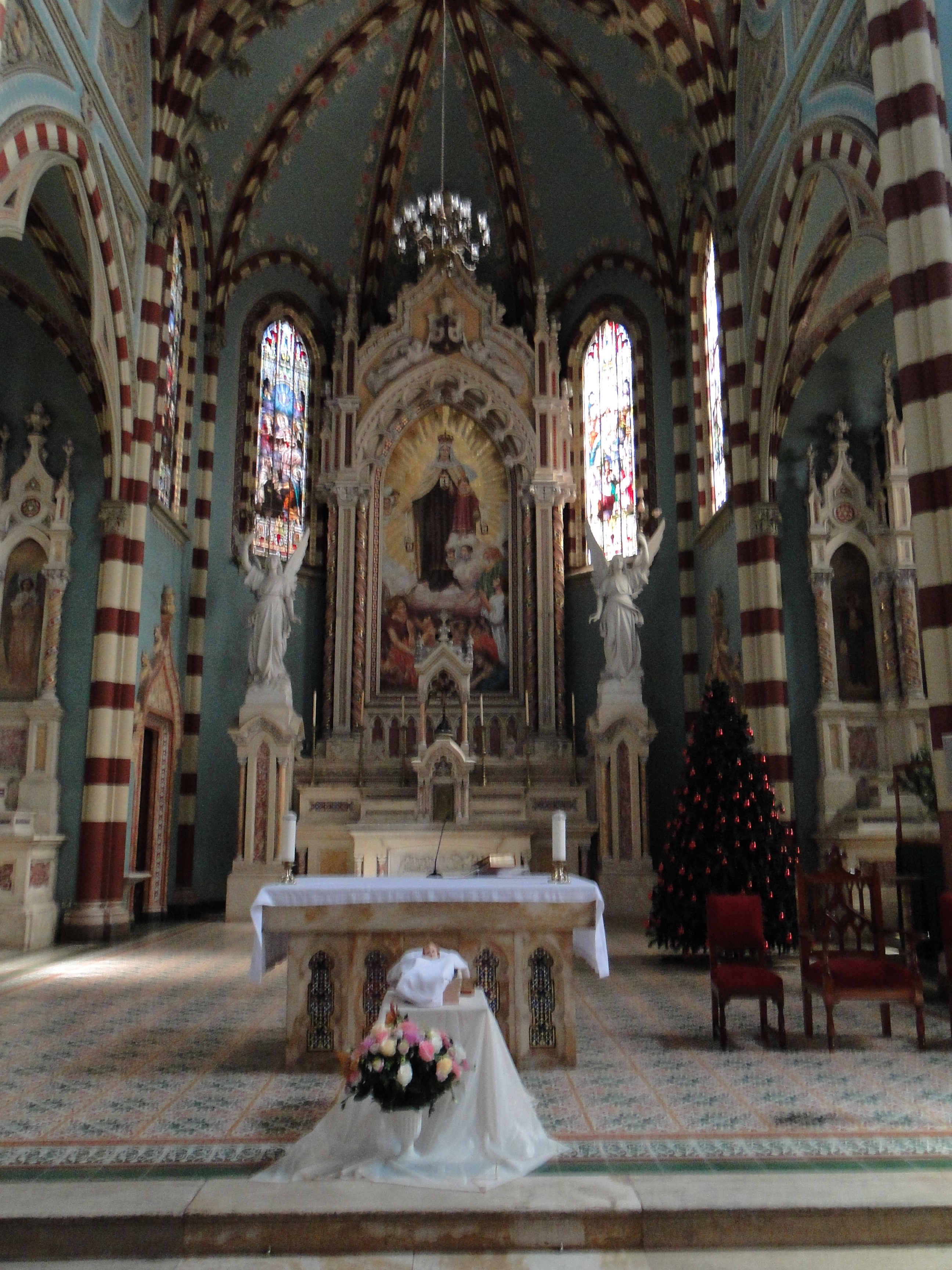
Altar
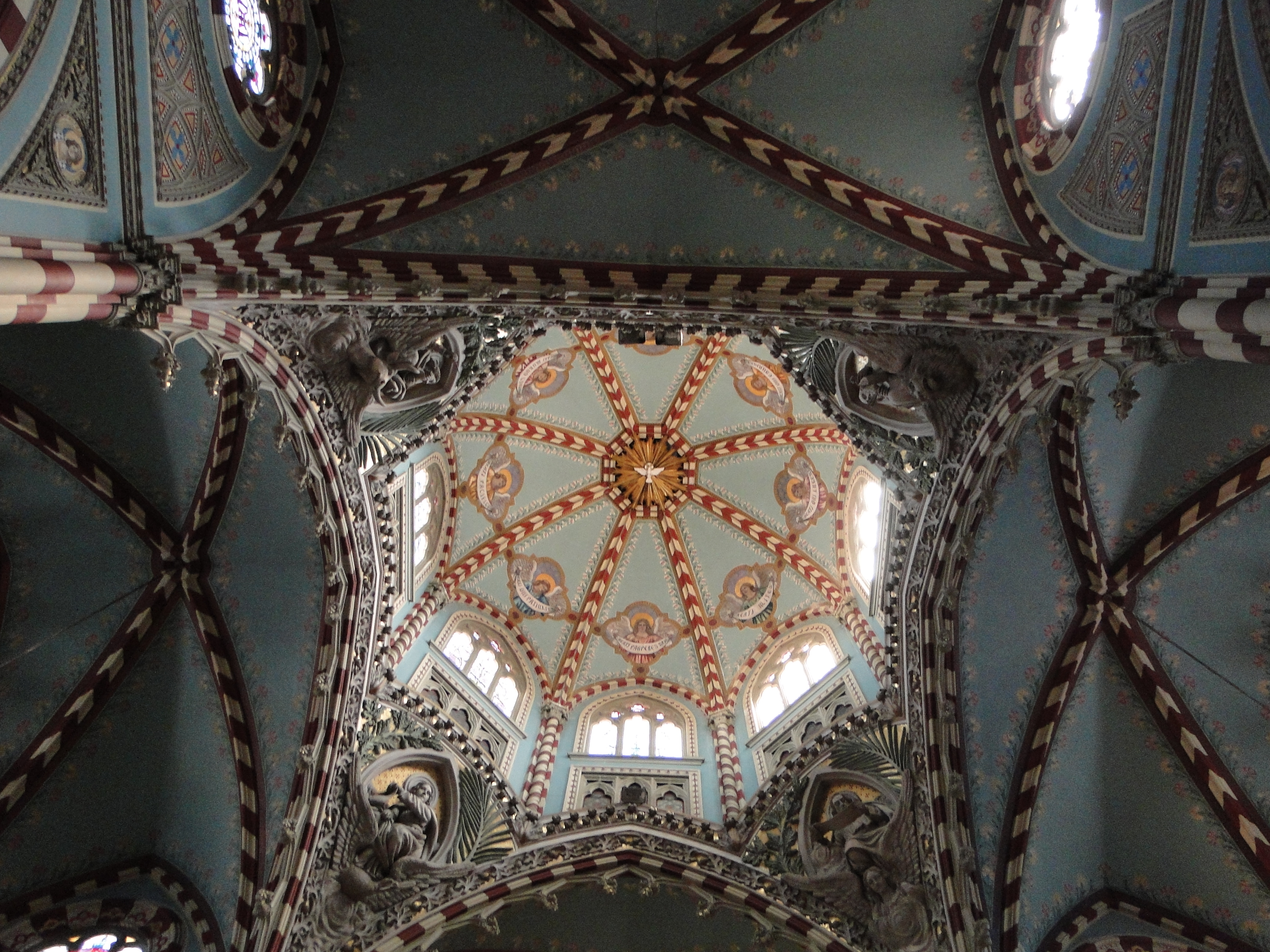
Cúpula
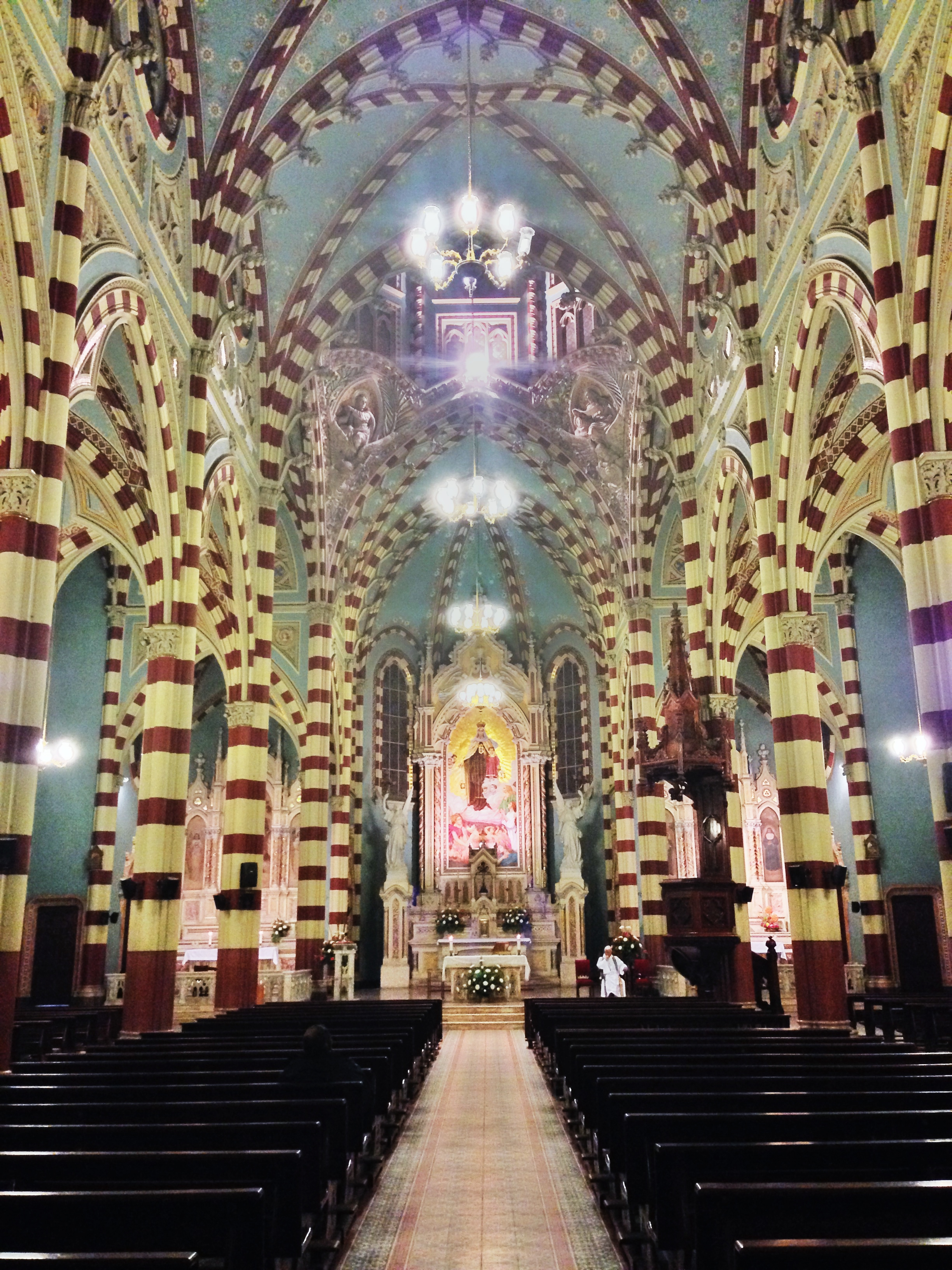
Nave central